# Hemitesia neumanni
Hemitesia neumanni là một loài chim trong họ Cettiidae.